# Nightclubtropez
Nightclubtropez è il secondo album di Sam Paglia pubblicato nel 2000 dalla Irma Records.

## Tracce
1. Lesson One
2. Night Club Tropez (Dedicated To Alberto Sordi)
3. Strip Tease Organ
4. Sweet Lavalamp
5. Love Trap
6. Naitrope Clebtrope
7. Shelly Ann
8. Brand New Keyboard
9. London Bossa
10. Arturo's Birthday Party
11. Continental '70
12. Low-Fi
13. Night Club Reprise
14. Saturday Morning T.V.
15. One 4 My Car
16. Soft Drink Jingle
17. Flaminio Zagato
18. Here We Are